# Piacenza Calcio
A Piacenza Calcio egy olasz labdarúgóklub Piacenza városában, Emilia-Romagna régióban. A klubot 1919-ben alapították és jelenleg az olasz Serie B-ben játszik. A csapat klubszinei piros-fehér. Beceneveik: Biancorossi („fehér-vörösök”), Papaveri („pipacsok”) és a Lupi („farkasok”).
A klub 1986-ban megnyerte az Anglo-Italian kupát. Az olasz élvonalban legjobb eredményét az 1997–1988-as, illetve a 2001–2002-es szezonban érte el, mindkétszer a 12. helyen végzett.

## Története

### Alapítása
1800-as évek végétől a labdarúgás egyre népszerűbb lett Piacenza városában és beiktatták a főiskolai testnevelésbe a kerékpározás, a torna, az íjászat és másik sportokkal együtt. 1908-ban egy diákverseny jelentett robbanásszerű fejlődést a város labdarúgó-történetében. Más városokból jött csapatok közt játszódott le egy torna, amit piacenzai College Morigi-k nyerték meg.
1919-ig a csak barátságos mérkőzéseket rendeztek a városban, majd a diákkorú Giovanni Dosi megalapította a Piacenza Calcio-t. A város színeit választotta a csapatának: Piros-fehér.

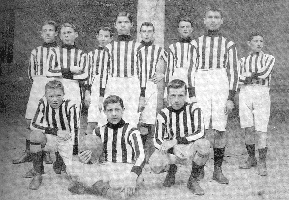
Piacenza Calcio ifjú futballistái 1919-ben

Az első szezonban 12 mérkőzést játszott a klub, ellenfelei a Parma, Reggina, a Spal, és a Bologna voltak.
Az első csapat tagjai diákokból és munkásokból állt: Fontana, Armani, Meani, Sala I, Marelli, Paleari, Cella, Galimberti, Bossola, Giiumanini, Boselli, Ronchetti, Ventura, Sala II, Raina, Ziliani I, Ziliani II, Avogadri, Sala III és Antonini. A debütálás annyira jó volt, hogy a Piacenza nyerte a bajnokságát Parma és Spal előtt.

### '20-as évek
A feljutás után az 1920-21 és 1921-22 bajnokságot a legmagasabb osztályban töltötték a farkasok. Az 1921-22 bajnokság végén a Piacenzát visszaminősítették a másodosztályba. Három egymásutáni bajnokság során két 2. hellyel és egy 3. hely-t ért el a csapat, de ez kevés volt visszajutáshoz.

## Külső hivatkozások
- A csapat hivatalos honlapja (olaszul)